# Le stagioni del cuore (album)
Le stagioni del cuore è il quarto album di Marina Barone, pubblicato, prodotto e distribuito nel 1992 in formato CD e musicassetta da Duck Record.

## L'album
Il disco contiene nove brani, che spaziano dalle tematiche sociali al vissuto quotidiano femminile, anche se il brano maggiormente trasmesso dalle radio sarà Atlantide, brano quest'ultimo portato al successo a metà degli anni ottanta dal gruppo I Santarosa, qui però riproposto in versione remix.
Marina Barone si conferma con questo lavoro come una tra le più sensibili cantautrici italiane della nuova generazione.
Il disco porta una dedica al marito di Marina: Bruno Barbone [NDR], “…Per aver fatto di me una persona serena ed appagata come donna e come artista”.
Come per i precedenti lavori il disco viene pubblicato in Giappone e Corea dall'etichetta giapponese King Records.

## Tracce
1. Qualcosa in più – 4:04 (testo: Marina Barone – musica: Paolo Baldan Bembo)
2. Le stagioni del cuore – 3:45 (testo: Marina Barone – musica: Paolo Baldan Bembo)
3. I bambini di Napoli – 4:04 (testo: Marina Barone – musica: Paolo Baldan Bembo, Silvio Amato)
4. Ma com’è bello essere uomini – 4:25 (testo: Marina Barone – musica: Tiziano Barbone)
5. Anna – 4:04 (testo: Marina Barone – musica: Paolo Baldan Bembo)
6. Conflitto d’amore – 4:28 (testo: Marina Barone – musica: Paolo Baldan Bembo, Silvio Amato)
7. Mani – 3:44 (testo: Marina Barone – musica: Paolo Baldan Bembo)
8. Come la fine del mondo – 4:37 (testo: Marina Barone – musica: Bruno Bergonzi)
9. Atlantide (remix) – 6:30 (testo: Claudio Daiano – musica: Paolo Baldan Bembo)

Durata totale: 39:41

## Formazione
- Marina Barone – voce
- Bruno Bergonzi – batteria
- Paolo Baldan Bembo – tastiera, programmazione
- Claudio Bazzari – chitarra
- Carmelo Isgrò – basso
- Mario Lamberti – percussioni
- Silvio Amato – tastiera, programmazione
- Roberto Manzin – sax
- Franco Morgia, Gisella Cozzo, Luca Jurman – cori

## Produzione
- Produzione Artistica ed Esecutiva: Bruno Barbone
- Arrangiamenti: Paolo Baldan Bembo e Silvio Amato
- Fotografia e grafica cover: Mauro Balletti

## Videoclip estratti
- I bambini di Napoli
- Atlantide